# فلورنس رابرتس
فلورنس رابرتس (انگلیسی: Florence Roberts; ۱۶ مارس ۱۸۶۱ – ۶ ژوئن ۱۹۴۰) یک هنرپیشه اهل ایالات متحده آمریکا بود.

## فیلم‌شناسی
از فیلم‌ها یا برنامه‌های تلویزیونی که وی در آن نقش داشته‌است می‌توان به مخمصه، مرا ستاره کن، بی‌نوایان، آبه لینکلن در ایلینوی، زندگی امیل زولا، کلئوپاترا اشاره کرد.